# Жандар у пензији
Жандар у пензији (фр. Le gendarme en balade) наставак је францускe филмскe комедије Жандар се жени, редитеља Жана Жироа са Лујом де Финесом у главној улози. То је четврти из серијала од шест филмова у којем Де Финес глуми жандара Лудовика Кришоа.

## Радња
Настају промене у жандармерији Сен Тропеа. Жандари су присиљени да оду у пензију како би направили место за млађе колеге. Пензионисани полицајац Кришо срећно је ожењен, али му пензија уопште не прија. Када сазнаје да је неко од њих доживео несрећу и добио амнезију, поново се удружује са својим некадашњим колегама у намери да му помогну и врате му памћење. Поново облаче униформу и покушавају да поврате углед полицајцима. На свом путовању, сусрећу се са новим изазовом - морају да зауставе малолетне преступнике који желе да покрену ракету коју су сами направили. У исто време, прогоне их млађе колеге.

## Гледаност
Филм је био најпопуларнији у Француској 1970. године, а гледаност је била 4.870.609. 

## Улоге
| Глумац          | Улога                             |
| --------------- | --------------------------------- |
| Луј де Финес    | полицијски наредник Лудовик Кришо |
| Мишел Галабри   | заменик Жером Жербер              |
| Жан Лефевр      | жандар Лисјен Фугас               |
| Кристијан Марен | жандар Албер Мерло                |
| Мишел Модо      | жандар Жил Берлико                |
| Ги Гросо        | жандар Трикард                    |
| Клод Женсак     | Жозефа Кришо                      |